# Galeana basilinea
Galeana basilinea là một loài bướm đêm trong họ Noctuidae.